# Bukowo (województwo opolskie)
Bukowo (dodatkowa nazwa w j. niem. Georgenwerk) – wieś w Polsce, położona w województwie opolskim, w powiecie opolskim, w gminie Murów.

## Historia
Do głosowania podczas plebiscytu uprawnionych było w Bukowie 297 osób, z czego 219, ok. 73,7%, stanowili mieszkańcy (w tym 216, ok. 72,7% całości, mieszkańcy urodzeni w miejscowości). Oddano 291 głosów (ok. 98,0% uprawnionych), w tym 291 (100%) ważnych; za Niemcami głosowały 282 osoby (ok. 96,9%), a za Polską 9 osób (ok. 3,1%). 12 listopada 1946 r. nadano miejscowości polską nazwę Bukowo.

## Demografia
| Rok                | 1933 | 1939 | 2008 | 2009 | 2012 |
| Liczba mieszkańców | 337  | 314  | 232  | 222  | 222  |

(Źródła:.)